# Negativt prediktivt värde
Negativt prediktivt värde (npv) är ett begrepp inom statistiken som definieras som andelen av de som testas negativa för en sjukdom som verkligen är negativa. Det negativa prediktiva värdet beror på prevalensen i populationen, en hög prevalens ger ett lågt npv.
|               | Sjuka | Friska | Summa   |
| Positivt test | a     | b      | a+b     |
| Negativt test | c     | d      | c+d     |
| Totalt antal  | a+c   | b+d    | a+b+c+d |

Det negativt prediktiva värdet = d /(c+d)
alternativt
{\displaystyle NPV={\frac {({\rm {specificiteten}})({\rm {1-prevalensen}})}{({\rm {specificiteten}})({\rm {1-prevalensen}})+(1-{\rm {sensitiviteten}})({\rm {prevalensen}})}}}